# Holtedahlfjella
Holtedahlfjella är ett berg i Antarktis. Det ligger i Östantarktis. Norge gör anspråk på området. Toppen på Holtedahlfjella är 2 123 meter över havet, eller 143 meter över den omgivande terrängen. Bredden vid basen är 1,5 km.
Terrängen runt Holtedahlfjella är varierad. Trakten är obefolkad. Det finns inga samhällen i närheten. 